# Neofuscelia
Neofuscelia är ett släkte av lavar som beskrevs av Theodore Lee Esslinger. Neofuscelia ingår i familjen Parmeliaceae, ordningen Lecanorales, klassen Lecanoromycetes, divisionen sporsäcksvampar och riket svampar.
Kladogram enligt Dyntaxa:
| Neofuscelia | \| \| Neofuscelia loxodes \| \| \| \| \| \| Neofuscelia pulla \| \| \| \| \| \| Xanthoparmelia verruculifera \| \| \| \| |
|             | \| \| Neofuscelia loxodes \| \| \| \| \| \| Neofuscelia pulla \| \| \| \| \| \| Xanthoparmelia verruculifera \| \| \| \| |
|             | Neofuscelia loxodes |
|             | |
|             | Neofuscelia pulla |
|             | |
|             | Xanthoparmelia verruculifera                                                                                             |
|             | |